# Kastl (Tirschenreuth járás)
Kastl település Németországban, azon belül Bajorországban. Lakosainak száma 1441 fő (2023. december 31.).

## Népesség
A település népessége az elmúlt években az alábbi módon változott:
| Lakosok száma | 481  | 915  | 976  | 1240 | 1385 | 1400 | 1378 | 1385 | 1414 | 1441 |
|               | 1875 | 1950 | 1975 | 1987 | 2012 | 2014 | 2016 | 2017 | 2021 | 2023 |